# Dobříšský park
Dobříšský park este o arie protejată (arie specială de conservare — SAC, sit de importanță comunitară — SCI) din Republica Cehă întinsă pe o suprafață de 38,08 ha, integral pe uscat.

## Localizare
Centrul sitului Dobříšský park este situat la coordonatele 49°46′36″N 14°10′48″E / 49.776667°N 14.18°E.

## Înființare
Situl Dobříšský park a fost declarat sit de importanță comunitară în aprilie 2005 pentru a proteja 1 specie de animale. Situl a fost protejat și ca arie specială de conservare în septembrie 2013.

## Biodiversitate
Situată în ecoregiunea continentală, aria protejată nu include niciun habitat protejat.
La baza desemnării sitului se află o specie protejată de  nevertebrate: Osmoderma eremita.